# Comuna de Wilków
Wilków (polaco: Gmina Wilków) é uma gminy (comuna) na Polónia, na voivodia de Lublin e no condado de Opolski (lubelski).
De acordo com os censos de 2004, a comuna tem 4940 habitantes, com uma densidade 62,1 hab/km².

## Área
Estende-se por uma área de 79,54 km², incluindo:
- área agrícola: 71%
- área florestal: 12%

## Demografia
Dados de 30 de Junho 2004:
|                      | Total   | Total | Mulheres | Mulheres | Homens  | Homens |
| -------------------- | ------- | ----- | -------- | -------- | ------- | ------ |
|                      | pessoas | %     | pessoas  | %        | pessoas | %      |
| População            | 4940    | 100   | 2481     | 50,2     | 2459    | 49,8   |
| Densidade (pop./km²) | 62,1    | 100   | 31,2     | 31,2     | 30,9    | 30,9   |

De acordo com dados de 2002, o rendimento médio per capita ascendia a 1459,83 zł.

## Comunas vizinhas
- Chotcza, Janowiec, Karczmiska, Kazimierz Dolny, Łaziska, Przyłęk